# Henry Howard (4. hrabia Carlisle)
Henry Howard, 4. hrabia Carlisle KG (ur. 14 sierpnia 1694 w Watford w hrabstwie Hertfordshire, zm. 3 września 1758 w Yorku) – brytyjski arystokrata i polityk związany z partią wigów.

## Życiorys
Był trzecim synem, ale najstarszym który przeżył ojca, Charlesa Howarda, 3. hrabiego Carlisle, i lady Anne Capell, córki 1. hrabiego Essex. Wykształcenie odebrał w Eton College oraz w Trinity College na Uniwersytecie Cambridge.
W 1715 r. został wybrany do Izby Gmin jako reprezentant okręgu Morpeth. Po śmierci ojca w 1738 r. odziedziczył tytuł 4. hrabiego Carlisle i zasiadł w Izbie Lordów. W 1746 r. lord Bath powierzył mu stanowisko lorda tajnej pieczęci w swoim rządzie, który jednak nie został sformowany. W 1756 r. Carlisle otrzymał Order Podwiązki.
Lord Carlisle zmarł w 1758 r. Tytuły parowskie odziedziczył jego syn z drugiego małżeństwa, Frederick.

## Rodzina
27 listopada 1717 r. poślubił lady Frances Spencer (ok. 1696 – 27 lipca 1742), córkę Charlesa Spencera, 3. hrabiego Sunderland, i lady Arabelli Cavendish, córki 2. księcia Newcastle. Henry i Frances mieli razem trzech synów i dwie córki:
- Arabella Howard (zm. ok. 1746), żona Jonathana Cope’a, miała dzieci
- Diana Howard (zm. ok. 1770), żona Thomasa Duncombe’a, nie miała dzieci
- Charles Howard (22 maja 1719 – 9 sierpnia 1741), wicehrabia Morpeth
- Robert Howard (9 lutego 1725/1726 – 20 października 1743), wicehrabia Morpeth
- Henry Howard (1727–1743)

8 czerwca 1743 w Londynie poślubił Isabellę Byron (10 listopada 1721 – 22 stycznia 1795), córkę Williama Byrona, 4. barona Byron, i Frances Berkeley, córki 4. barona Berkeley. Henry i Isabella mieli razem syna i cztery córki:
- Anne Howard (ur. 1744)
- Frances Howard (1745–1808), żona Johna Radcliffe’a of Hitchin Priory
- Elizabeth Howard (1746–1813), żona Petera Delme’a i Charlesa Gerniera
- Frederick Howard (28 maja 1748 – 4 września 1825), 5. hrabia Carlisle
- Juliana Howard (ok. 1749 – 22 stycznia 1849)